# Nycteus
Nycteus (Oudgrieks: Νυκτεύς) is een personage uit de Griekse mythologie. Hij was een zoon van koning Hyrieus en de nimf Clonia, en de broer van Nycteis, Orion en Lycus.
Nycteus was getrouwd met Polyxo bij wie hij een dochter Antiope verwekte. Na de vroegtijdige dood van zijn zwager koning Polydorus van Thebe, werd Nycteus aangesteld tot voogd over zijn jonge neefje Labdacus, en regeerde in diens plaats als regent over Thebe. Maar toen zijn dochter Antiope ontvoerd werd door koning Epopeus van Sikyon, nam Nycteus wraak door met een Thebaans leger het gebied van Sikyon binnen te dringen. Hij werd echter verslagen en liep daarbij zware verwondingen op. Stervend werd hij teruggevoerd naar Thebe, waar hij, nog net voor zijn dood, het voogdijschap over Labdacus overdroeg aan zijn broer Lycus, die hem ook als regent moest opvolgen. Bovendien liet hij Lycus zweren dat hij wraak zou nemen op Epopeus, maar deze overleed nog vóór Lycus deze belofte kon waarmaken.
Bij Apollodorus lezen wij echter een behoorlijk afwijkende versie van het verhaal. Hier gelden Nycteus en Lycus als de moordenaars van de kinderloze Lapithenkoning Phlegyas, die na de aanslag hun vaderland moeten verlaten. Zij zochten een toevlucht in Boeotië, waar Lycus door de Thebanen als legeraanvoerder werd gekozen. In die hoedanigheid maakte hij van de minderjarigheid van koning Laios misbruik om een staatsgreep te plegen en de troon te usurperen. Nycteus benam zich echter het leven in een vlaag van wanhoop, omdat zijn dochter Antiope, die zwanger was van Zeus, weggelopen was naar koning Epopeus van Sikyon. Vóór zijn dood liet hij zijn broer Lycus zweren dat hij wraak zou nemen op Epopeus. Lycus hield zijn belofte: hij doodde Epopeus, nam Antiope gevangen en voerde haar mee naar Thebe, als slavin voor zijn vrouw Dirce. Jaren later zou Lycus op zijn beurt gedood worden door Amphion en Zethus, de zonen van Antiope.